# Mykola Šaparenko
Mykola Volodymyrovič Šaparenko (in ucraino Микола Володимирович Шапаренко?; Velyka Novosilka, 4 ottobre 1998) è un calciatore ucraino, centrocampista della Dinamo Kiev e della nazionale ucraina.

## Caratteristiche tecniche
È una mezzala che è sempre in movimento per toccare la palla, creare nuove linee di passaggio e dare continuità alla circolazione della sua squadra. Copre molto campo, può ricevere il primo passaggio dai difensori e poi seguire l’azione fino alla trequarti avversaria, coinvolge di continuo chi gli sta attorno e si muove subito dopo per chiudere lo scambio.

## Carriera

### Club
Cresciuto nelle giovanili del Mariupol', ha esordito il 5 aprile 2015 in un match perso 6-2 contro lo Šachtar.
Nel 2015 viene acquistato dalla Dinamo Kiev della quale diventa numero 10 punto fermo e giocatore chiave del centrocampo. Il 12 marzo 2021 gioca la sua partita numero 100 con la maglia dei biancoblù.

### Nazionale
Ha giocato nelle nazionali giovanili ucraine Under-18, Under-19 ed Under-21.
Il 31 maggio 2018 esordisce in nazionale maggiore nell'amichevole pareggiata 0-0 contro il Marocco.
Il 4 settembre 2021 realizza la sua prima rete con la selezione ucraina nel pareggio per 1-1 contro la Francia.

## Statistiche

### Presenze e reti nei club
Statistiche aggiornate al 27 luglio 2022.
| Stagione           | Squadra            | Campionato         | Campionato | Campionato | Coppe nazionali | Coppe nazionali | Coppe nazionali | Coppe continentali | Coppe continentali | Coppe continentali | Altre coppe | Altre coppe | Altre coppe | Totale | Totale | Totale |
| Stagione           | Squadra            | Comp               | Pres       | Reti       | Comp            | Pres            | Reti            | Comp               | Pres               | Reti               | Comp        | Pres        | Reti        | Pres   | Reti   |        |
| ------------------ | ------------------ | ------------------ | ---------- | ---------- | --------------- | --------------- | --------------- | ------------------ | ------------------ | ------------------ | ----------- | ----------- | ----------- | ------ | ------ | ------ |
| 2014-2015          | Mariupol'          | PL                 | 2          | 1          | CU              | 0               | 0               |                    | -                  | -                  |             | -           | -           | 2      | 1      |        |
| 2017-2018          | Dinamo Kiev        | PL                 | 14         | 1          | CU              | 2               | 0               | UEL                | 5                  | 0                  |             | -           | -           | 21     | 1      |        |
| 2018-2019          | Dinamo Kiev        | PL                 | 22         | 5          | CU              | 2               | 2               | UCL+UEL            | 1+7                | 0+1                | SU          | 1           | 0           | 33     | 8      |        |
| 2019-2020          | Dinamo Kiev        | PL                 | 15         | 1          | CU              | 2               | 0               | UCL+UEL            | 0+1                | 0                  | SU          | 0           | 0           | 18     | 1      |        |
| 2020-2021          | Dinamo Kiev        | PL                 | 24         | 4          | KU              | 3               | 0               | UCL+UEL            | 8+3                | 1+0                | SU          | 1           | 0           | 39     | 5      |        |
| 2021-2022          | Dinamo Kiev        | PL                 | 13         | 3          | KU              | 1               | 0               | UCL                | 6                  | 0                  | SU          | 1           | 0           | 21     | 3      |        |
| 2022-2023          | Dinamo Kiev        | PL                 | 5          | 0          | -               | -               | -               | UCL                | 6+1                | 0                  | SU          | 0           | 0           | 12     | 0      |        |
| 2023-2024          | Dinamo Kiev        | PL                 | 22         | 4          | KU              | 0               | 0               | UECL               | 4                  | 1                  | -           | -           | -           | 26     | 5      |        |
| Totale Dinamo Kiev | Totale Dinamo Kiev | Totale Dinamo Kiev | 115        | 18         |                 | 10              | 2               |                    | 42                 | 3                  |             | 3           | 0           | 170    | 23     |        |
| Totale carriera    | Totale carriera    | Totale carriera    | 117        | 19         |                 | 10              | 2               |                    | 42                 | 3                  |             | 3           | 0           | 172    | 24     |        |

### Cronologia presenze e reti in nazionale
| Cronologia completa delle presenze e delle reti in nazionale ― Ucraina | Cronologia completa delle presenze e delle reti in nazionale ― Ucraina | Cronologia completa delle presenze e delle reti in nazionale ― Ucraina | Cronologia completa delle presenze e delle reti in nazionale ― Ucraina | Cronologia completa delle presenze e delle reti in nazionale ― Ucraina | Cronologia completa delle presenze e delle reti in nazionale ― Ucraina | Cronologia completa delle presenze e delle reti in nazionale ― Ucraina | Cronologia completa delle presenze e delle reti in nazionale ― Ucraina |
| Data                                                                   | Città                                                                  | In casa                                                                | Risultato                                                              | Ospiti                                                                 | Competizione                                                           | Reti                                                                   | Note                                                                   |
| ---------------------------------------------------------------------- | ---------------------------------------------------------------------- | ---------------------------------------------------------------------- | ---------------------------------------------------------------------- | ---------------------------------------------------------------------- | ---------------------------------------------------------------------- | ---------------------------------------------------------------------- | ---------------------------------------------------------------------- |
| 31-5-2018                                                              | Ginevra                                                                | Marocco                                                                | 0 – 0                                                                  | Ucraina                                                                | Amichevole                                                             | -                                                                      | 46’                                                                    |
| 3-6-2018                                                               | Zurigo                                                                 | Albania                                                                | 1 – 4                                                                  | Ucraina                                                                | Amichevole                                                             | -                                                                      | 57’                                                                    |
| 16-11-2018                                                             | Trnava                                                                 | Slovacchia                                                             | 4 – 1                                                                  | Ucraina                                                                | UEFA Nations League 2018-2019 - 1º turno                               | -                                                                      | 65’                                                                    |
| 20-11-2018                                                             | Adalia                                                                 | Turchia                                                                | 0 – 0                                                                  | Ucraina                                                                | Amichevole                                                             | -                                                                      | 36’ 46’                                                                |
| 7-10-2020                                                              | Saint-Denis                                                            | Francia                                                                | 7 – 1                                                                  | Ucraina                                                                | Amichevole                                                             | -                                                                      |                                                                        |
| 10-10-2020                                                             | Kiev                                                                   | Ucraina                                                                | 1 – 2                                                                  | Germania                                                               | UEFA Nations League 2020-2021 - 1º turno                               | -                                                                      | 84’                                                                    |
| 13-10-2020                                                             | Kiev                                                                   | Ucraina                                                                | 1 – 0                                                                  | Spagna                                                                 | UEFA Nations League 2020-2021 - 1º turno                               | -                                                                      |                                                                        |
| 24-3-2021                                                              | Saint-Denis                                                            | Francia                                                                | 1 – 1                                                                  | Ucraina                                                                | Qual. Mondiali 2022                                                    | -                                                                      | 86’                                                                    |
| 31-3-2021                                                              | Kiev                                                                   | Ucraina                                                                | 1 – 1                                                                  | Kazakistan                                                             | Qual. Mondiali 2022                                                    | -                                                                      | 81’                                                                    |
| 23-5-2021                                                              | Kharkiv                                                                | Ucraina                                                                | 1 – 1                                                                  | Bahrein                                                                | Amichevole                                                             | -                                                                      |                                                                        |
| 3-6-2021                                                               | Dnipro                                                                 | Ucraina                                                                | 1 – 0                                                                  | Irlanda del Nord                                                       | Amichevole                                                             | -                                                                      | 72’                                                                    |
| 7-6-2021                                                               | Charkiv                                                                | Ucraina                                                                | 4 – 0                                                                  | Cipro                                                                  | Amichevole                                                             | -                                                                      | 70’                                                                    |
| 13-6-2021                                                              | Amsterdam                                                              | Paesi Bassi                                                            | 3 – 2                                                                  | Ucraina                                                                | Euro 2020 - 1º turno                                                   | -                                                                      | 64’                                                                    |
| 17-6-2021                                                              | Bucarest                                                               | Ucraina                                                                | 2 – 1                                                                  | Macedonia del Nord                                                     | Euro 2020 - 1º turno                                                   | -                                                                      | 43’ 78’                                                                |
| 21-6-2021                                                              | Bucarest                                                               | Ucraina                                                                | 0 – 1                                                                  | Austria                                                                | Euro 2020 - 1º turno                                                   | -                                                                      | 68’                                                                    |
| 29-6-2021                                                              | Glasgow                                                                | Svezia                                                                 | 1 – 2 dts                                                              | Ucraina                                                                | Euro 2020 - Ottavi di finale                                           | -                                                                      | 61’                                                                    |
| 3-7-2021                                                               | Roma                                                                   | Ucraina                                                                | 0 – 4                                                                  | Inghilterra                                                            | Euro 2020 - Quarti di finale                                           | -                                                                      |                                                                        |
| 1-9-2021                                                               | Nur-Sultan                                                             | Kazakistan                                                             | 2 – 2                                                                  | Ucraina                                                                | Qual. Mondiali 2022                                                    | -                                                                      | 77’                                                                    |
| 4-9-2021                                                               | Kiev                                                                   | Ucraina                                                                | 1 – 1                                                                  | Francia                                                                | Qual. Mondiali 2022                                                    | 1                                                                      | 90’                                                                    |
| 8-9-2021                                                               | Plzeň                                                                  | Rep. Ceca                                                              | 1 – 1                                                                  | Ucraina                                                                | Amichevole                                                             | -                                                                      | 56’                                                                    |
| 9-10-2021                                                              | Helsinki                                                               | Finlandia                                                              | 1 – 2                                                                  | Ucraina                                                                | Qual. Mondiali 2022                                                    | -                                                                      |                                                                        |
| 12-10-2021                                                             | Leopoli                                                                | Ucraina                                                                | 1 – 1                                                                  | Bosnia ed Erzegovina                                                   | Qual. Mondiali 2022                                                    | -                                                                      | 72’                                                                    |
| 16-11-2021                                                             | Zenica                                                                 | Bosnia ed Erzegovina                                                   | 0 – 2                                                                  | Ucraina                                                                | Qual. Mondiali 2022                                                    | -                                                                      | 64’                                                                    |
| 1-6-2022                                                               | Glasgow                                                                | Scozia                                                                 | 1 – 3                                                                  | Ucraina                                                                | Qual. Mondiali 2022                                                    | -                                                                      | 72’ 84’                                                                |
| 5-6-2022                                                               | Cardiff                                                                | Galles                                                                 | 1 – 0                                                                  | Ucraina                                                                | Qual. Mondiali 2022                                                    | -                                                                      | 70’                                                                    |
| 8-6-2022                                                               | Dublino                                                                | Irlanda                                                                | 0 – 1                                                                  | Ucraina                                                                | UEFA Nations League 2022-2023 - 1º turno                               | -                                                                      |                                                                        |
| 11-6-2022                                                              | Łódź                                                                   | Ucraina                                                                | 3 – 0                                                                  | Armenia                                                                | UEFA Nations League 2022-2023 - 1º turno                               | -                                                                      | 70’                                                                    |
| 14-6-2022                                                              | Łódź                                                                   | Ucraina                                                                | 1 – 1                                                                  | Irlanda                                                                | UEFA Nations League 2022-2023 - 1º turno                               | -                                                                      |                                                                        |
| 3-6-2024                                                               | Norimberga                                                             | Germania                                                               | 0 – 0                                                                  | Ucraina                                                                | Amichevole                                                             | -                                                                      | 73’                                                                    |
| 7-6-2024                                                               | Varsavia                                                               | Polonia                                                                | 3 – 1                                                                  | Ucraina                                                                | Amichevole                                                             | -                                                                      | 81’                                                                    |
| 11-6-2024                                                              | Chișinău                                                               | Moldavia                                                               | 0 – 4                                                                  | Ucraina                                                                | Amichevole                                                             | -                                                                      | 78’                                                                    |
| 17-6-2024                                                              | Monaco di Baviera                                                      | Romania                                                                | 3 – 0                                                                  | Ucraina                                                                | Euro 2024 - 1º turno                                                   | -                                                                      | 62’                                                                    |
| 21-6-2024                                                              | Düsseldorf                                                             | Slovacchia                                                             | 1 – 2                                                                  | Ucraina                                                                | Euro 2024 - 1º turno                                                   | 1                                                                      | 90+2’                                                                  |
| 26-6-2024                                                              | Stoccarda                                                              | Ucraina                                                                | 0 – 0                                                                  | Belgio                                                                 | Euro 2024 - 1º turno                                                   | -                                                                      | 70’                                                                    |
| 7-9-2024                                                               | Praga                                                                  | Ucraina                                                                | 1 – 2                                                                  | Albania                                                                | UEFA Nations League 2024-2025 - 1º turno                               | -                                                                      | 72’                                                                    |
| 10-9-2024                                                              | Praga                                                                  | Rep. Ceca                                                              | 3 – 2                                                                  | Ucraina                                                                | UEFA Nations League 2024-2025 - 1º turno                               | -                                                                      | 69’                                                                    |
| 11-10-2024                                                             | Poznań                                                                 | Ucraina                                                                | 1 – 0                                                                  | Georgia                                                                | UEFA Nations League 2024-2025 - 1º turno                               | -                                                                      |                                                                        |
| 14-10-2024                                                             | Breslavia                                                              | Ucraina                                                                | 1 – 1                                                                  | Rep. Ceca                                                              | UEFA Nations League 2024-2025 - 1º turno                               | -                                                                      | 64’                                                                    |
| 16-11-2024                                                             | Batumi                                                                 | Georgia                                                                | 1 – 1                                                                  | Ucraina                                                                | UEFA Nations League 2024-2025 - 1º turno                               | -                                                                      | 52’ 64’                                                                |
| 19-11-2024                                                             | Tirana                                                                 | Albania                                                                | 1 – 2                                                                  | Ucraina                                                                | UEFA Nations League 2024-2025 - 1º turno                               | -                                                                      | 69’                                                                    |
| 20-3-2025                                                              | Murcia                                                                 | Ucraina                                                                | 3 – 1                                                                  | Belgio                                                                 | UEFA Nations League 2024-2025 - Play-off                               | -                                                                      | 62’                                                                    |
| 7-6-2025                                                               | Toronto                                                                | Canada                                                                 | 4 – 2                                                                  | Ucraina                                                                | Amichevole                                                             | -                                                                      | 58’                                                                    |
| 10-6-2025                                                              | Toronto                                                                | Nuova Zelanda                                                          | 1 – 2                                                                  | Ucraina                                                                | Amichevole                                                             | -                                                                      | 86’                                                                    |
| Totale                                                                 |                                                                        | Presenze                                                               | 43                                                                     |                                                                        | Reti                                                                   | 2                                                                      |                                                                        |

## Palmarès

### Competizioni nazionali
- Supercoppa d'Ucraina: 3

Dinamo Kiev: 2018, 2019, 2020
- Coppa d'Ucraina: 2

Dinamo Kiev: 2019-2020, 2020-2021
- Campionato ucraino: 2

Dinamo Kiev: 2020-2021, 2024-2025